# Фергус Уркгарт
Фергус МакРей Уркгарт (англ. Feargus MacRae Urquhart) — американський розробник комп’ютерних ігор, голова компанії Obsidian Entertainment.

## Біографія
Кар'єра в Interplay (1970 - 2003)
Молодий Фергус Уркгарт навчався на біоінженера, але врешті-решт відмовився від диплома, після того, як під час літніх канікул влаштувався на пів ставки плейтестером у Interplay Entertainment, великого на той час розробника відеоігор. Він залишив коледж і перейшов у компанію на повний робочий день. Там він працював до 1996 року, поки Interplay не відкрили новий підрозділ, який було названо Black Isle Studios, що спеціалізувався на розробці рольових комп'ютерних відеоігор. 26 річний Уркгарт очолив щойно засновану Black Isle Studios у 1996 році і залишався у кріслі директора аж до ліквідації студії у 2003 році. Під керівництвом Уркгарта студія випустила дві перші гри у всесвіті Fallout,  та легендарні вже серії Icewind Dale, Planescape і Baldur's Gates.
Заснування Obsidian (2003 - ...)
Коли у 2003 році Interplay постали перед фінансовими труднощами та майбутнє Black Isle Studios стало невизначеним, він разом із чотирма іншими ветеранами студії (Кріс Авеллон, Даррен Монаган і Кріс Джонс) пішов, щоб заснувати Obsidian Entertainment. Уркгарт зайняв у ній пост голови. Black Isle Studios зачинив свої двері вже через кілька місяців. 
Компанія підписала контракт з Lucas Arts і спільно з Bioware випустила успішну Star Wars: Knights of the Old Republic II та Neverwinter Nights 2. Десь у 2014 році у компанії почались деякі фінансові труднощі й у 2018 році було вирішено продати її Microsoft. У цьому контракті Obsidian — це те, що Microsoft називає «студією обмеженої інтеграції». Це означає, що це все ще окрема компанія, і Уркгарт досі нею керує. За допомогою Microsoft компанія Уркгарта випустила фінансово успішні Pillars of Eternity, The Outer Worlds та Pentiment.
Зараз Фергус Уркгарт живе в Ірвайні (Каліфорнія). Одружений, виховує двох дітей.

## Нагороди
- У 1999 році сайт RPG Vault присудив Уркгарту нагороду «Unsung Hero of the Year» (укр. «Невідомий герой року»), зазначивши, що більшість шанувальників ігор не підозрюють про внесок Уркгарта в проєкти Black Isle Studios, бо він відразу відмітає всі спроби визнати його досягнення.[7]
- У 2009 році видання IGN включило його до свого списку «100 Найкращих творців ігор усіх часів».[8]